# 柳州路 (上海)
柳州路是中華人民共和國上海市徐匯區的一條南北走向道路，北起欽州北路，南至石龍路，沿途途徑上海市第六人民醫院、上海應用技術大學徐匯校區、上海南站。道路於1985年至1987年間修建，道路名稱來自於廣西壯族自治區柳州市。